# Brenderup (plaats)
Brenderup is een plaats in de Deense regio Zuid-Denemarken, gemeente Middelfart. De plaats ligt op de westpunt van Funen en telt 1386 inwoners (2020). In het verleden was het een bescheiden spoorknooppunt met verbindingen naar Odense, Middelfart en Bogense.